# تراوانته رودز
تراوانته نمور رودز (به انگلیسی: Trevante Nemour Rhodes) (زاده ۱۰ فوریه ۱۹۹۰ در پونچاتوولا، لوئیزیانا، بازیگر حرفه‌ای آمریکایی است که بیشتر وی را با بازی در فیلم های جعبه پرنده و مهتاب می شناسند و جدیدا با بازی در نقش مایک تایسون به معروفیت وی اضافه شده.

## فیلم‌شناسی
| سال  | نام             | نقش             | پاینویس    |
| ---- | --------------- | --------------- | ---------- |
| ۲۰۱۲ | من برگشتم       | دکتر مونتگومری  | فیلم کوتاه |
| ۲۰۱۴ | پنجره‌های باز    | برایان          |            |
| ۲۰۱۶ | مهتاب           | بلک             |            |
| ۲۰۱۷ | شن‌های سوخته     | فرناندو         |            |
| ۲۰۱۸ | ۱۲ نیرومند      | سرگرد مایلو     |            |
| ۲۰۱۸ | غارتگر          | نبراسکا ویلیامز |            |
| ۲۰۱۸ | جعبه پرنده      | تام             |            |
| ۲۰۲۲ | مایک تایسون     | مایک            |            |
| ۲۰۲۳ | خیابان کندی کین | تری             |            |